# Liste des localités du kraï du Kamtchatka
Le kraï du Kamtchatka, qui comprend la Koriakie, compte :
- 5 établissements urbaines, dont :
  - 3 villes,
  - 2 communes urbaines,
- 83 établissements ruraux.

La population des établissements ruraux est donnée selon le recensement de 2010 de la Russie, les établissements urbains selon le recensement de 2021,.
Les dates de fondation sont indiquées selon les données du gouvernement du Kamtchatka. Parfois les villages existent avant, mais n'ont pas d'existence légale.

## Villes de subordination régionale

### Ville (okroug urbain) de Petropavlovsk-Kamtchatski
| N° | Localité                  | Statut | Fondation | Population 2010 | Population 2021 |
| -- | ------------------------- | ------ | --------- | --------------- | --------------- |
| 1  | Petropavlovsk-Kamtchatski | ville  | 1740      | 179 780         | 164 900         |

### ZATO de Vilioutchinsk
| N° | Localité      | Statut | Fondation       | Population 2010 | Population 2021 |
| -- | ------------- | ------ | --------------- | --------------- | --------------- |
| 1  | Vilioutchinsk | ville  | 16 octobre 1968 | 25 401          | 21 774          |

### Ville de Ielizovo
Incluse dans le raïon de Ielizovo

## Raïons

### Raïon des Aléoutiennes
| Non. | Localité   | Statut  | Fondation       | Population 2010 | Population 2021 |
| ---- | ---------- | ------- | --------------- | --------------- | --------------- |
| 1    | Nikolskoïe | village | 10 janvier 1932 | 676             | 676             |

### Raïon de la Bystraïa
| Liste des localités | Liste des localités | Liste des localités | Liste des localités | Liste des localités | Liste des localités |
| N°                  | Localité            | Statut              | Fondation           | Population 2010     | Population 2021     |
| ------------------- | ------------------- | ------------------- | ------------------- | ------------------- | ------------------- |
| 1                   | Anavgaï             | village             | 24 décembre 1934    | 546                 | 506                 |
| 2                   | Esso                | village             | 20 octobre 1932     | 2012                | 1996                |

### Raïon de Ielizovo
| Liste des localités | Liste des localités | Liste des localités | Liste des localités | Liste des localités | Liste des localités |
| N°                  | Localité            | Statut              | Fondation           | Population 2010     | Population 2021     |
| ------------------- | ------------------- | ------------------- | ------------------- | ------------------- | ------------------- |
| 1                   | Berenziaki          | village             | 10 janvier 1959     | 331                 | 293                 |
| 2                   | Voulkalni           | commune urbaine     | 1955                | 1608                | 1329                |
| 3                   | Ganaly              | village             |                     | 2                   | 1                   |
| 4                   | Dalni               | village             |                     | 61                  | 67                  |
| 5                   | Dvouretchié         | village             |                     | 256                 | 275                 |
| 6                   | Ielizovo            | ville               | 1897                | 37 600              | 36 240              |
| 7                   | Zelioni             | village             |                     | 743                 | 716                 |
| 8                   | Ketkino             | village             |                     | 288                 | 288                 |
| 9                   | Koriaki             | village             |                     | 2735                | 2775                |
| 10                  | Krasni              | village             |                     | 722                 | 875                 |
| 11                  | Kroutoberegovi      | village             |                     | 91                  |                     |
| 12                  | Lesnoï              | village             |                     | 957                 | 875                 |
| 13                  | Malki               | village             |                     | 23                  | 21                  |
| 14                  | Nagorni             | village             |                     | 1469                | 1367                |
| 15                  | Natchiki            | village             |                     | 315                 | 284                 |
| 16                  | Nikolaïevka         | village             |                     | 1819                | 1822                |
| 17                  | Novi                | village             |                     | 1134                | 1272                |
| 18                  | Paratounka          | village             |                     | 1619                | 1603                |
| 19                  | Pinatchevo          | village             |                     | 67                  | 71                  |
| 20                  | Pionnierski         | village             |                     | 2782                | 2782                |
| 21                  | Razdolni            | village             | 10 janvier 1969     | 2425                | 2307                |
| 22                  | Svetli              | village             |                     | 780                 | 939                 |
| 23                  | Sokotch             | village             |                     | 903                 | 766                 |
| 24                  | Sosnovka            | village             |                     | 870                 | 1018                |
| 25                  | Termalni            | village             | 28 janvier 1982     | 2001                | 1890                |
| 26                  | Ioujnié-Koriaki     | village             |                     | 405                 | 464                 |
| 27                  | Severnié Koriaki    | village             |                     | 160                 | 155                 |

### Raïon de Milkovo
| Liste des localités | Liste des localités | Liste des localités | Liste des localités | Liste des localités | Liste des localités |
| N°                  | Localité            | Statut              | Fondation           | Population 2010     | Population 2021     |
| ------------------- | ------------------- | ------------------- | ------------------- | ------------------- | ------------------- |
| 1                   | Atlassovo           | village             | 23 mars 1960        | 790                 | 642                 |
| 2                   | Dolinovka           | village             |                     | 315                 | 257                 |
| 3                   | Lazo                | village             |                     | 415                 | 343                 |
| 4                   | Milkovo             | village             | 1743                | 8251                | 7352                |
| 5                   | Pouchtchino         | village             |                     | 127                 | 102                 |
| 6                   | Taïojni             | village             |                     | 130                 | 124                 |
| 7                   | Charomi             | village             |                     | 557                 | 433                 |

### Raïon de Sobolevo
| Liste des localités | Liste des localités | Liste des localités | Liste des localités | Liste des localités | Liste des localités |
| N°                  | Localité            | Statut              | Fondation           | Population 2010     | Population 2021     |
| ------------------- | ------------------- | ------------------- | ------------------- | ------------------- | ------------------- |
| 1                   | Itchinski           | village             |                     | 60                  | 17                  |
| 2                   | Kroutogorovski      | village             |                     | 387                 | 215                 |
| 3                   | Sobolevo            | village             |                     | 1773                | 1423                |
| 4                   | Oustiévoïe          | village             | 21 décembre 1959    | 384                 | 363                 |

### Raïon d'Oust-Bolcheretsk
| Liste des localités | Liste des localités | Liste des localités | Liste des localités | Liste des localités | Liste des localités |
| N°                  | Localité            | Statut              | Fondation           | Population 2010     | Population 2021     |
| ------------------- | ------------------- | ------------------- | ------------------- | ------------------- | ------------------- |
| 1                   | Apatcha             | village             | 22 juillet 1982     | 1060                | 655                 |
| 2                   | Zaporojié           | village             | 25 mars 1907        | 663                 | 676                 |
| 3                   | Kavalerskoïe        | village             | 1er octobre 1928    | 798                 | 706                 |
| 4                   | Karymaï             | village             |                     | 65                  | 57                  |
| 5                   | Ozernovski          | village             | 11 juin 1948        | 1793                | 1612                |
| 6                   | Oktiabrski          | village             | 18 novembre 1933    | 1720                | 1250                |
| 7                   | Paoujetka           | village             | 10 mars 1960        | 88                  | 74                  |
| 8                   | Oust-Bolcheretsk    | village             | 13 juillet 1911     | 2116                | 1463                |
| 9                   | Choumni             | village             | 10 mars 1960        | 28                  | 25                  |

### Raïon d'Oust-Kamtchatsk
| Liste des localités | Liste des localités | Liste des localités | Liste des localités | Liste des localités | Liste des localités |
| N°                  | Localité            | Statut              | Fondation           | Population 2010     | Population 2021     |
| ------------------- | ------------------- | ------------------- | ------------------- | ------------------- | ------------------- |
| 1                   | Klioutchi           | village             | 10 juillet 1741     | 5726                | 4283                |
| 2                   | Kozyrevsk           | village             | 28 août 1740        | 1241                | 935                 |
| 3                   | Kroutoberegovo      | village             |                     | 308                 | 143                 |
| 4                   | Maïskoïe            | village             | 26 juin 1930        | 117                 | 72                  |
| 5                   | Oust-Kamtchatsk     | village             | 14 octobre 1741     | 4352                | 3548                |

### Koriakie

#### Raïon du Karaga
| Liste des localités | Liste des localités | Liste des localités | Liste des localités | Liste des localités | Liste des localités |
| N°                  | Localité            | Statut              | Fondation           | Population 2010     | Population 2021     |
| ------------------- | ------------------- | ------------------- | ------------------- | ------------------- | ------------------- |
| 1                   | Ivachka             | village             | 15 octobre 1922     | 668                 | 626                 |
| 2                   | Ilpyrski            | village             | 15 février 1949     | 151                 | 131                 |
| 3                   | Karaga              | village             | 10 décembre 1930    | 337                 | 282                 |
| 4                   | Kostroma            | village             | 27 novembre 1970    | 105                 | 33                  |
| 5                   | Ossora              | village             | 1936                | 2133                | 1841                |
| 6                   | Tymlat              | village             | 2 novembre 1945     | 682                 | 486                 |

#### Raïon d'Olioutorsk
| Liste des localités | Liste des localités | Liste des localités | Liste des localités | Liste des localités | Liste des localités |
| Non.                | Localité            | Statut              | Fondation           | Population 2010     | Population 2021     |
| ------------------- | ------------------- | ------------------- | ------------------- | ------------------- | ------------------- |
| 1                   | Apouka              | village             | 4 septembre 1957    | 297                 | 241                 |
| 2                   | Atchaïvaïam         | village             | 9 avril 1957        | 540                 | 344                 |
| 3                   | Vyvenka             | village             | 1936                | 472                 | 318                 |
| 4                   | Korf                | village             | 9 avril 1957        | 289                 | 18                  |
| 5                   | Pakhatchi           | village             | 9 avril 1957        | 483                 | 289                 |
| 6                   | Srednié Pakatchi    | village             | 7 février 1975      | 407                 | 286                 |
| 7                   | Tilitchiki          | village             | 1912                | 1744                | 1700                |
| 8                   | Khailino            | village             | 1898                | 804                 | 504                 |

#### Raïon de la Penjina
| Liste des localités | Liste des localités | Liste des localités | Liste des localités | Liste des localités | Liste des localités |
| N°                  | Localité            | Statut              | Fondation           | Population 2010     | Population 2021     |
| ------------------- | ------------------- | ------------------- | ------------------- | ------------------- | ------------------- |
| 1                   | Aïanka              | village             | 1940                | 291                 | 252                 |
| 2                   | Kamenskoïe          | village             | 10 décembre 1930    | 655                 | 630                 |
| 3                   | Manily              | village             | 1948                | 767                 | 667                 |
| 4                   | Oklan               | village             | 1936                | 46                  | 38                  |
| 5                   | Paren               | village             | 1941                | 61                  | 55                  |
| 6                   | Slaoutnoïe          | village             | 1932                | 280                 | 267                 |
| 7                   | Talovka             | village             | 9 juillet 1939      | 240                 | 170                 |

#### Raïon de Tiguil
| Liste des localités | Liste des localités | Liste des localités | Liste des localités | Liste des localités | Liste des localités |
| N°                  | Localité            | Statut              | Fondation           | Population 2010     | Population 2021     |
| ------------------- | ------------------- | ------------------- | ------------------- | ------------------- | ------------------- |
| 1                   | Voïampolka          | village             | 20 mars 1933        | 155                 | 117                 |
| 2                   | Kovran              | village             | 1832                | 252                 | 241                 |
| 3                   | Lesnaïa             | village             | 1832                | 425                 | 427                 |
| 4                   | Palana              | ville               | 15 octobre 1937     | 3155                | 2837                |
| 5                   | Sedanka             | village             | 1940                | 527                 | 475                 |
| 6                   | Tiguil              | village             | 1947                | 1691                | 1547                |
| 7                   | Oust-Khaïriouzovo   | village             | 1922                | 934                 | 798                 |
| 8                   | Khaïriouzovo        | village             |                     | 168                 | 111                 |